# Liste öffentlicher Bücherschränke in Hamburg
Dieser Artikel enthält öffentliche Bücherschränke in Hamburg und erhebt keinen Anspruch auf Vollständigkeit. Ein öffentlicher Bücherschrank ist ein Schrank oder schrankähnlicher Aufbewahrungsort mit Büchern, der dazu dient, Bücher kostenlos, anonym und ohne jegliche Formalitäten zum Tausch oder zur Mitnahme anzubieten. In der Regel sind die öffentlichen Bücherschränke an allen Tagen im Jahr frei zugänglich. Ist dies nicht der Fall, ist dies in den Listen in der Spalte Anmerkungen vermerkt.

## Liste
Derzeit sind in Hamburg 186 öffentliche Bücherschränke erfasst (Stand: 6. Juli 2025):

| Bild | Ausführung                                                                           | Stadtteil               | Seit                  | Anmerkung | Lage                                                                                          |
| --- | ------------------------------------------------------------------------------------ | ----------------------- | --------------------- | --- | --------------------------------------------------------------------------------------------- |
| | Kleiner Bücherschrank                                                                | Alsterdorf              | 2011                  | „Little free Library“ | ⊙ Alsterdorfer Damm auf der Brücke über die Alster                                            |
| | Kleiner Bücherschrank                                                                | Alsterdorf              |                       | „Bücher Tausch“, betreut von Martin Hintz | ⊙ Frühlingsgarten, Ecke Heilholtkamp                                                          |
| | Das Buchtauschhaus                                                                   | Barmbek-Nord            | 2023 nicht da 08.2025 | Nähe der U-Bahn Station Habichtsstraße, immer zugänglich | ⊙ Dieselstraße 14                                                                             |
| | Offenes Regal                                                                        | Barmbek -Quartier 21    | 8. Sep. 2020          | zugänglich Montag – Samstag von 8 bis 21 Uhr (Das Regal befindet sich im Bistrobereich des denn’s Biomarkt) | ⊙ Fuhlsbüttler Str. 397                                                                       |
| | Offenes Regal                                                                        | Bergedorf               | 2023                  | Regal im Fahrradparkhaus des Bahnhofs | ⊙ Bahnhof Bergedorf, Ausgang Bergedorf                                                        |
| | Büchertauschschrank                                                                  | Bramfeld                | 2024                  | Kleiner Büchertauschschrank | Werfelring 19                                                                                 |
| | Tauschbox                                                                            | Eilbek                  |                       | Gemeindeprojekt der ev. Versöhnungskirche Eilbek | Eingang Maxstraße                                                                             |
| | Schrank                                                                              | Eimsbüttel              | ca. 2016              | Eimsbütteler Tausch-Schrank für Bücher, Kleidung, Schuhe, CDs, Spielzeug usw. | ⊙ Stellinger Weg 30 / Ecke Hellkamp                                                           |
| | Bücherschrank                                                                        | Finkenwerder            |                       | | ⊙ Finkenwerder Süderdeich 234                                                                 |
| | Bücherschrank                                                                        | Groß Borstel            |                       | | ⊙ Paeplowweg (gegenüber der Einmündung des "Weg Nr. 174")                                     |
| | Bücherschrank / Borsteler Bücherbord                                                 | Groß Borstel            | 2018                  | | ⊙ Borsteler Chaussee Ecke Schrödersweg bei der Kirche St. Peter                               |
| | Fairschenkebox im Hammer Park Großes Bücherregal im Holzhaus                         | Hamm                    |                       | Nachbarschaftliches Gemeinschaftsprojekt | ⊙ beim Zugang zum Haus der Jugend im Hammer Park, Caspar-Voght-Straße 35c, 20535 Hamburg-Hamm |
| | Hammer Bücherbox                                                                     | Hamm                    | Sep. 2021             | Gemeindeprojekt der kath. Herz-Jesu-Kirche | ⊙ Bei der Hammer Kirche 14, am Zaun zum Kirchengelände                                        |
| | Palmothek                                                                            | Hamm                    | 2021?                 | privates Nachbarschaftsprojekt? | ⊙ Palmerstraße 11                                                                             |
| | Tauschbox                                                                            | Hamm                    | Juli 2020             | Gemeindeprojekt der ev. Dreifaltigkeitskirche Hamm | ⊙ Horner Weg 17                                                                               |
| | Tauschbox am Elbschloss                                                              | Hamm                    | März 2022             | Projekt der Baugenossenschaft freier Gewerkschafter | Osterbrookplatz 26                                                                            |
| | Zwei nachgebildete Telefonzellen                                                     | Harburg                 | Dez. 2016             | Zugang zu den Harburg Arcaden an Werktagen von 6:00 bis 20:30 Uhr | ⊙ Lüneburger Straße 39                                                                        |
| | Bücherschrank mit durchsichtigen Plastiktüren                                        | Harvestehude            |                       | | ⊙ Brahmsallee 8                                                                               |
| | Tauschschrank mit Kleiderstange und Bücherschrank                                    | Harvestehude            |                       | | ⊙ Am Nordende der Grindelhochhäuser, Oberstraße 14a                                           |
| Öffentlicher Bücherschrank (aus Holz, zwei Meter hoch, mit Glasklappen, von beiden Seiten zugänglich) auf dem Kirchplatz der Kirche St. Markus, Hoheluft-Ost, Hamburg | Bücherschrank                                                                        | Hoheluft-Ost            | 2011                  | [ 2 ] | ⊙ Auf dem Kirchplatz der Kirche St. Markus                                                    |
| Tauschschrank (einfacher offener Holzschrank) im Bunker-Durchgang der Falkenried-Terrassen, Hoheluft-Ost, Hamburg                                                     | Tauschschrank                                                                        | Hoheluft-Ost            |                       | | ⊙ Im Bunker-Durchgang der Falkenried-Terrassen, zwischen Löwenstraße 27 und 29                |
| | Bücherhaus aus Holz                                                                  | Hohenfelde              |                       | nur Kinderbücher, betreut von der Katholischen Familienbildungsstätte innen im Eingangsbereich | ⊙ Lübecker Straße 101                                                                         |
| | ehemaliger kleiner Küchenschrank mit verglasten Türen auf Zaunpfählen mit Satteldach | Hummelsbüttel           | 27. Juni 2015         | immer zugänglich und auf Grund von Vandalismus mit Videoüberwachung! Größere Buchformate finden nur unter dem einseitig ungeschützten Dach Platz                                                                                        | ⊙ Hummelsbüttler Weg 26                                                                       |
| | selbstgebauter Bücherschrank                                                         | Hummelsbüttel           | 28. März 2021         | immer zugänglich | ⊙ Uhlenbüttler Kamp 65                                                                        |
| | Bücherschrank                                                                        | Langenhorn              | 2020                  | immer zugänglich | ⊙ Ecke Jugendparkweg/Westerrode                                                               |
| | Büchertauschschrank                                                                  | Meiendorf               | Dez. 2021             | immer zugänglich | ⊙ Vor dem Kulturzentrum Bürgerhaus in Meiendorf e.V. Saseler Str. 21, 22145 Hamburg           |
| | Beleuchtete Telefonzelle                                                             | Neugraben-Fischbek      | 2014                  | | ⊙ Neugrabener Markt 2                                                                         |
| Tauschbox Niendorf vor der Kirche am Markt, Niendorf, Hamburg | Tauschschrank schließbarer Doppelschrank aus Holz                                    | Niendorf                |                       | immer zugänglich betreut von der ev.-luth. Kirchengemeinde Niendorf | ⊙ Vor der Kirche am Markt                                                                     |
| | kleines Holzregal                                                                    | Ottensen                | 9. Nov. 2019          | „Green Otta“; immer zugänglich, auch CDs und Spiele; während Autofrei-Projekt „Ottensen macht Platz“ bis Ende Februar 2019; betreut von Greenpeace-Gruppe Hamburg                                                                       | ⊙ Ottenser Hauptstraße 39–41                                                                  |
| | Mehrere Bücherregale um einen Verzehrbereich herum, Erdgeschoss (Mitte)              | Poppenbüttel            | 2015?                 | Entnahme und/oder Hinzustellen von Büchern ausdrücklich erlaubt, Zugang täglich 8.00 bis 20.00 Uhr (außer sonntag- und feiertags) | ⊙ Heegbarg 31                                                                                 |
| | 2 Bücherregale                                                                       | Steilshoop              | 2019                  | In den Räumlichkeiten des Stadtteiltreffs A.G.D.A.Z., nur zugänglich wenn jemand vor Ort ist: Di: 16 bis 18 Uhr, Do: 10 bis 12 Uhr, Fr: 16 bis 18 Uhr und auf Anfrage oder auf Gut Glück unter der Woche vorbeikommen, klappt auch oft. | Campus Steilshoop, Gropiusring 43a, im Stadtteiltreff A.G.D.A.Z                               |
| „Bücherbox“: Öffentlicher Bücherschrank (Geschlossene Telefonzelle), Am Mariendom, St. Georg, Hamburg                                                                 | Beleuchtete Telefonzelle                                                             | St. Georg               | 2024                  | immer zugänglich, betreut vom Erzbistum Hamburg | ⊙ Danziger Straße 52, an der Zufahrt zum Parkplatz neben der Schranke                         |
| Tauschregal St. Georg, Koppel 66 bzw. Lange Reihe 75 A, St. Georg, Hamburg                                                                                            | Holzschrank                                                                          | St. Georg               |                       | Tauschregal St. Georg | ⊙ Koppel 66 bzw. Lange Reihe 75 A, im Hinterhof                                               |
| | Bücherregal                                                                          | St. Pauli               | 2014                  | Mo.–Sa. 7 bis 21 Uhr So. 07 bis 14 Uhr Meist mehr Werbebroschüren als Bücher | ⊙ Rindermarkthalle                                                                            |
| | Telefonzelle                                                                         | Tonndorf                | 27. Juni 2015         | Tonndorfer Bücherzelle, gestiftet vom Blog „ICH MAG TONNDORF“, der Tischlerei Biehl, dem Transportunternehmen Comlift und der Tiefbaufirma Fritz Hack                                                                                   | ⊙ Tonndorfer Hauptstraße 88                                                                   |
| | kleines Holzregal                                                                    | Winterhude              | März 2021             | „Winterhuder Bücherkonsulat“ immer zugänglich | ⊙ Lattenpark (Ecke Alsterdorfer Straße/Lattenkamp)                                            |
| | Bücherregal in Bussen des HVV                                                        | in diversen Stadtteilen | Apr. 2010             | in 150 Bussen der VHH, betreut von Stilbruch, einem Tochterunternehmen der Hamburger Stadtreinigung | (keine Koordinaten möglich) Buslinien: 3, 4, 12, 22, 192                                      |

## Ehemalige Bücherschränke
| Bild | Ausführung                                 | Ort              | Seit      | abgebaut (festgestellt) | Anmerkung              | Lage                                                                                |
| ---- | ------------------------------------------ | ---------------- | --------- | ----------------------- | ---------------------- | ----------------------------------------------------------------------------------- |
|      | kleiner Bücherschrank                      | Harvestehude     | Dez. 2023 | März 2024               | Bitte kontrollieren.   | ⊙ Isestraße, auf einer kleinen Insel an der Ecke zur Brahmsallee und Jungfrauenthal |
|      | offenes Regal; Bücherschrank der Keimzelle | Karolinenviertel | 2011      | Juni 2025               | Abgebaut oder verlegt? | ⊙ Marktstraße/Laeizstraße                                                           |